# Solomons Temple Islands
Solomons Temple Islands är öar i Kanada.   De ligger i territoriet Nunavut, i den östra delen av landet, 900 km norr om huvudstaden Ottawa.